# Ameerega hahneli
Ameerega hahneli е вид жаба от семейство Дърволази (Dendrobatidae). Видът е незастрашен от изчезване.

## Разпространение
Разпространен е в Боливия, Бразилия, Гвиана, Еквадор, Колумбия, Перу, Суринам и Френска Гвиана.

## Описание
Популацията на вида е стабилна.